# Ванда Нара
Ванда Нара (Буенос Ајрес, 10. децембар 1986), аргентинска медијска личност, фудбалски агент, играчица, телевизијска водитељка и модел. Удала се за Маура Икардија, професионалног фудбалера, 2014. године.

## Биографија

### Каријера
Нара је дебитовала на сцени као друга ведита у летњој позоришној сезони 2005–2006, у ревији Humor en Custodia. У летњој позоришној сезони 2006–2007, Нара је била ведеткиња у ревији King Corona од Jorge Corona; међутим, ревију је напустила након 2 месеца због наводног злостављања комичара и његове супруге. Нара је 2007. године потписала уговор са Showmatch Patinando por un Sueño, а 2009. учествовала је у Мјузикл ваших снова. Нара је 2011. учествовала у Патинанду, такмичењу које је напустила да би отишла у Италију са тадашњим супругом Максијем Лопезом и због своје треће трудноће. У септембру 2018. године, Нара је заменила Мелису Сату као играчица у Tiki Taka - Il calcio è il nostro gioco, спортској емисији Медијасет којунје водила Пиерлуиђи Пардо, а емитована је на Италија 1, каналу 5, као и на каналу 4 у Аргентини.

### Лични живот
Нара је била удата за фудбалера Максија Лопеза од 28. маја 2008.  до 6. новембра 2013;  Нара и Лопез су се развели након што је Лопез оптужио Нару да га вара, али је она Лопеза оптужила за поновљену брачну неверство. Аргентински суци пресудили су у корист Лопеза, ослобађајући га оптужбе за узнемиравање њихове кућне помоћнице. Лопез и Нара имају три сина, Валентино Гастон Лопез Нара (рођен 25. јануара 2009), Константино Лопез Нара (рођен 18. децембра 2010) и Бенедикто Лопез Нара (рођен 20. фебруара 2012). Нара (са 3 сина) напустила је Италију да би се вратила у Буенос Аирес и започела везу са фудбалером Мауром Икардием, којег је Нара познавала током Икардијевог пријатељства са Лопезом. Нара и Икарди су се  венчали 27. маја 2014, недуго након што је развод Наре од Лопеза (који је најављен  6. новембра 2013) завршен, малом церемонијом у Буенос Аиресу и великом свадбеном забавом 7. јуна 2014. Нара и Икарди имају две ћерке, Франческу (рођену 19. јануара 2015)  и Изабелу (рођену 27. октобра 2016).  Поред тога, Нара је такође Икардијев агент. 

## ТВ
| Година      | Име                                    | Улога            | Напомена                     |
| ----------- | -------------------------------------- | ---------------- | ---------------------------- |
| 2005        | Sin código                             | Вероника         | Гостујућа звезда, сезона 2   |
| 2006        | Casados con hijos                      | Novicia Bernanda | Гостујућа звезда, сезона 1   |
| 2007        | Showmatch, Patinando por un sueño 2007 | Concusant        | 11 елиминисана               |
| 2009        | El Musical de tus Sueños               | Concusant        | 5 елиминисана                |
| 2011        | Bailando 2011                          | Concusant        | Повучена                     |
| 2013        | La pelu                                | Анабела          | понављајућа улога (сезона 2) |
| 2017        | Golpe al corazón                       | Гвадалупе        | Гостујућа звезда, 2 епизода  |
| 2018        | Especiales Musicales de Morfi          | Гост су-домаћин  | 2 сезоне                     |
| 2018        | Por el mundo                           | Гост су-домаћин  | 1 сезона (Cезона 7)          |
| 2018 - 2020 | Tiki Taka - La repubblica del pallone  | Су-домаћин       | Cезона 6-7                   |
| 2020        | Grande Fratello VIP                    | Колумниста       | Cезона 4                     |
| 2022        | ¿Quién es la máscara?                  | Колумниста       | Cезона 1                     |